# 마리앙투안 카렘

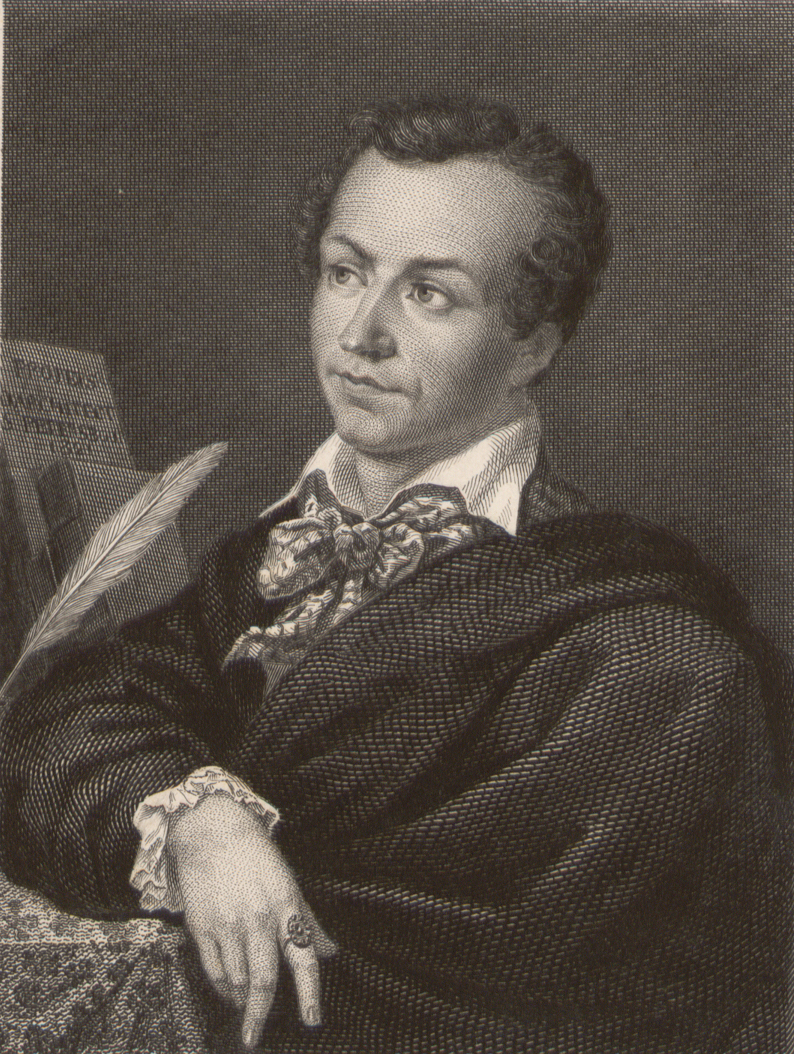

마리앙투안 카렘(Marie-Antoine Carême, 1784년 6월 8일 ~ 1833년 1월 12일)은 프랑스의 요리사이다. 나폴레옹, 알렉산드르 등 유럽 왕실과 지도자들을 위해 요리했다. 프랑스 소스를 큰 범주 4개로 분류한 소스 체계는 여전히 서양 요리의 기본이 되고 있다.